# Centre pénitentiaire d'Aix-Luynes
Le centre pénitentiaire d'Aix-Luynes est un centre pénitentiaire français situé dans le quartier de Luynes de la commune d'Aix-en-Provence, dans le département des Bouches-du-Rhône et dans la région Provence-Alpes-Côté d'Azur.
L'établissement dépend du ressort de la direction interrégionale des services pénitentiaires de Marseille. Au niveau judiciaire, l'établissement relève du tribunal judiciaire d'Aix-en-Provence et de la cour d'appel d'Aix-en-Provence.

## Histoire
L'établissement est construit dans le cadre du Programme 13 000 et ouvre officiellement le 5 juin 1990 en tant que maison d'arrêt. 
En 2011, un quartier « Centre pour peines aménagées » (CPA) de 82 places est mis en service dans l'établissement. Il est destiné à recevoir les personnes détenues bénéficiant d’une mesure de semi-liberté et celles accueillies en aménagement de peine pour favoriser leur réinsertion, A cette occasion, l'établissement change de statut et devient un centre pénitentiaire.
En 2018, une extension de l'établissement d'origine, baptisée « centre pénitentiaire Aix-Lyunes II » et situé en mitoyenneté de l'établissement « historique », entre en service et permet ainsi de doubler la capacité d'accueil de l'établissement. Le projet, qui est lancé en 2014, a couté 77 millions €,.
En 2019, un quartier rattaché au centre national d'évaluation (CNE) composé de 50 places est installé dans l'établissement. La même année, un quartier de prévention de la radicalisation (QPR) est également mis en service dans l'établissement.

## Description
Situé au 70 route des Châteaux du Mont Robert, dans le quartier de Luynes à Aix-en-Provence, le centre pénitentiaire est l'un des six établissements pénitentiaires du département des Bouches-du-Rhône.
Il s'agit d'un établissement en « gestion mixte déléguée » où tout ce qui concerne de la restauration des détenus et du personnel, l'hôtellerie, la maintenance, du travail pénitentiaire, la formation professionnelle des détenus, le transport et l’accueil des familles sont confiés à une société privée.
L'établissement n'accueille que des hommes majeurs ou mineurs prévenus ou condamnés à de courtes peines. A son ouverture, l'établissement « historique » avait une capacité d'accueil de 596 places et était constitué de 5 bâtiments répartis entre un bâtiment administratif, un atelier et d'un quartier « Maison d'arrêt » composé de trois bâtiments de détention.
Le « centre pénitentiaire Aix-Lyunes II », ouvert en 2018 et relié au centre pénitentiaire d'origine qui a été rebaptisé « centre pénitentiaire Aix-Lyunes I », dispose d'une capacité d'accueil de 735 places pour une surface supplémentaire de 38 651 m2, dont 640 places de type « Maison d'arrêt Hommes » et 45 places dans un quartier d'accueil.
L'établissement dispose également d'un quartier rattaché au centre national d'évaluation (CNE) composé de 50 places uniquement réservés aux hommes et destiné à réaliser des évaluations de « personnalité » ou « initiales » ainsi que des évaluations de « dangerosités ». Ce CNE, implanté dans le centre pénitentiaire d'Aix-Luynes II, a été mis en service le 2 septembre 2019 et est compétent pour évaluer les détenus relevant des DISP de Marseille, Lyon et Toulouse.
Actuellement, le centre pénitentiaire, constitué du « centre pénitentiaire Aix-Lyunes I » et du « centre pénitentiaire Aix-Lyunes II », dispose d'une capacité d'accueil totale de 1436 places, pour les hommes majeurs et mineurs, réparties entre le quartier « Maison d'arrêt Hommes majeurs et mineurs », le quartier « Centre pour peines aménagées Hommes » et le quartier « Centre national d'évaluation Hommes ».
En juillet 2016, l'établissement faisait partie des prisons les plus surpeuplées de France. Au 1er février 2022, le quartier « Maison d'arrêt » accueillait 1 677 détenus, soit un taux d'occupation de 134.7%.
Mais le type d'architecture des établissements construits dans le cadre du « programme 13 000 », incluant notamment celui d'Aix-Luynes, n'est pas sans poser de difficultés dans sa gestion quotidienne ainsi que des problèmes de sécurité, l'établissement pouvant en outre être perçu comme « déshumanisé ».

## Actions de réinsertion par le travail et la formation des détenus
Des formations professionnelles sont organisées avec des structures extérieures, telles qu'une formation de cuisinier bénéficiant de cours en ligne et d'outils numériques tout en respectant les contraintes de sécurité pénitentiaire. Cette formation, organisée avec la structure « L'atelier des chefs », est également mise en œuvre au centre de détention d'Oermingen.
En 2013, le premier festival « Rap en prison » est organisé dans l'établissement à l'initiative de l'association FU-JO et avec la participation de plusieurs artistes renommés tels que Kery James ou Cut Killer. D'autres concerts, également organisés par l’association FU-JO, ont également lieux dans l'établissement, comme le groupe IAM.
Ouvert en 2019, le quartier de prévention de la radicalisation (QPR) installé dans l'établissement a pour objectif de « déradicaliser » les détenus radicalisés dans un cadre à la sécurité renforcée et où interviennent également des éducateurs, psychologues et islamologues.

## Détenus notables
- Nordahl Lelandais, qui effectue un séjour au centre national d'évaluation[14],[15] à la suite duquel il est transféré à la maison centrale d'Ensisheim[16]
- Guy Orsoni[17]
- Bernard Tapie[18]
- Pascal Fauret, Bruno Odos, Fabrice Alcaud et Pierre-Marc Dreyfus, tous impliqués dans l'affaire dite « Air Cocaine »[19]
- Pascal Payet, qui parvient à s'évader de l'établissement par hélicoptère puis qui organisa, deux ans plus tard, l'évasion d'un autre détenu incarcéré dans l'établissement, toujours par hélicoptère[20],[21],[22].
- Elams, rappeur marseillais, qui utilise sa période d'incarcération pour tourner frauduleusement le clip de l'une de ses chansons intitulée Prétoire[23],[24]

## Événements notables
Le 12 octobre 2001, Pascal Payet et Frédéric Impocco s'évadent de l'établissement à bord d'un hélicoptère détourné. Le 18 octobre 2001, Frédéric Impocco est interpellé à Paris. Le 14 avril 2003, Pascal Payet organise l'évasion de Franck Perletto (qui passe pour être un des parrains du milieu varois), Éric Alboreo et Michel Valero également du même établissement et également par hélicoptère. Ils sont arrêtés le 9 mai 2003 dans un gîte rural du Vaucluse où est découvert tout un arsenal et une somme de 100 000 euros,,.
En octobre 2011, Raphaël Gimenez, incarcéré au centre pénitentiaire d'Aix-Luynes, s'évade avec l'aide d'un complice à l'occasion d'un transfert à l'hôpital où il se rendait sous escorte pour un examen médical. L'un des surveillant escortant le détenu est blessé par un coup de feu tiré par le complice,.
En octobre 2014, un détenu purgeant une peine en semi-liberté dans l'établissement est abattu devant l'entrée du centre pénitentiaire d'où il venait de sortir afin de se rendre à son travail ; un règlement de comptes ayant été envisagé par les enquêteurs. Plusieurs autres incidents du même type ont en outre eu lieu la même année,,.
En janvier 2017, le rappeur marseillais Elams publie le clip d'une de ses chansons, intitulée Prétoire, qui a été tourné frauduleusement dans l'établissement l'été précédent durant la période où il y était incarcéré,. Par la suite, d'autres vidéos sont également tournées frauduleusement et diffusées sur Internet, notamment via le logiciel Periscope.
En août 2020, une infirmière de l'établissement est brièvement prise en otage par un détenu qui la libère au bout d'une heure sans l'avoir blessée,.
En décembre 2022, l'évasion d'un détenu de 18 ans depuis une structure d'accompagnement à la sortie met en lumière des difficultés de fonctionnement de l'établissement remontées par les représentants syndicaux.
En mai 2024, un détenu a pris en otage un autre détenu, protégé par un certain nombre de personnes qui auraient refusé de quitter la promenade, le preneur d'otage aurait utilisé une arme artisanale qui s'apparenterait à un morceau de plastique à bout tranchant.
En février 2025 un détenu de 19 ans est violemment agressé par 3 codétenus en cours de promenade et laissé en état de coma, la victime décèdera 2 jours après. Selon les auteurs qui ont reconnu leur participation aux faits, justifiés selon eux "par des menaces et du racket répétés exercés par la victime, et par une rivalité entre groupes criminels".

## La prison dans l'art et la culture
En 2022, le quatrième épisode série documentaire Prison[s], produite par France Télévisions, suit le quotidien de détenues de l'établissement dans l'un de ses épisodes. L'épisode est intitulé Cyril et l'unité sanitaire et est consacré à la thématique de la santé et des soins des détenus,.